# Intermarché
Pour les articles homonymes, voir Intermarché (homonymie).
Intermarché est une enseigne française de grande distribution du Groupement Mousquetaires fondée en 1969, sous l'enseigne EX - Offices de distribution par Jean-Pierre Le Roch. Par la suite, les EX deviendront, en 1973, Intermarché.
Jean-Pierre Le Roch, fondateur et premier président de cette enseigne française de grande distribution qui est une coopérative regroupant des « adhérents », en a assuré la direction jusqu'en 1984 directement puis par l'intermédiaire du groupement Les Mousquetaires rendu nécessaire par la création d'autres enseignes.
En 2024, le groupe compte 4 120 magasins dans quatre pays.
En 2024, Partenaire Intermarché compte 60 magasins en France d'Outre-mer et dans sept pays.

## Historique

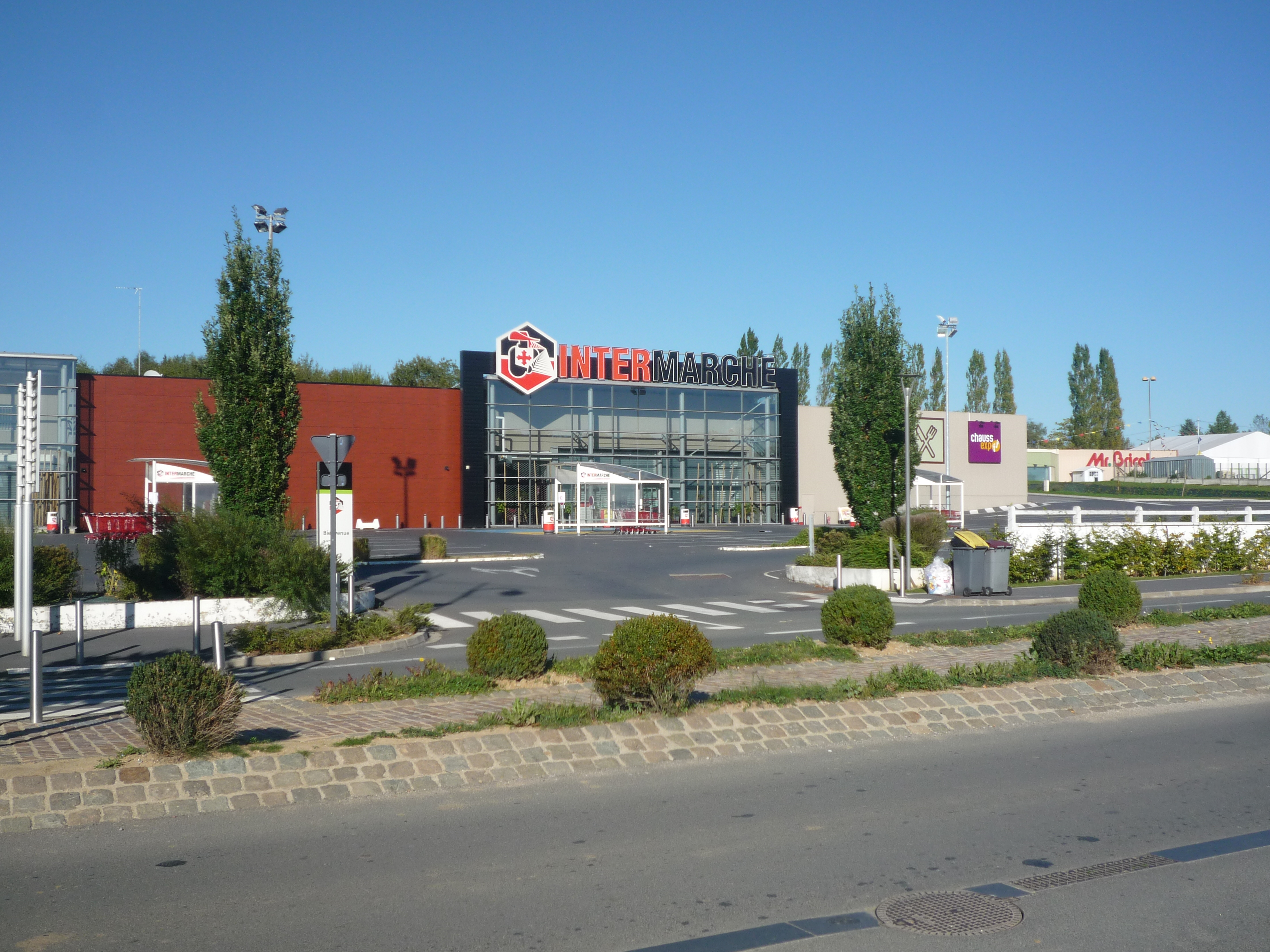
Intermarché de Caudry, en France.

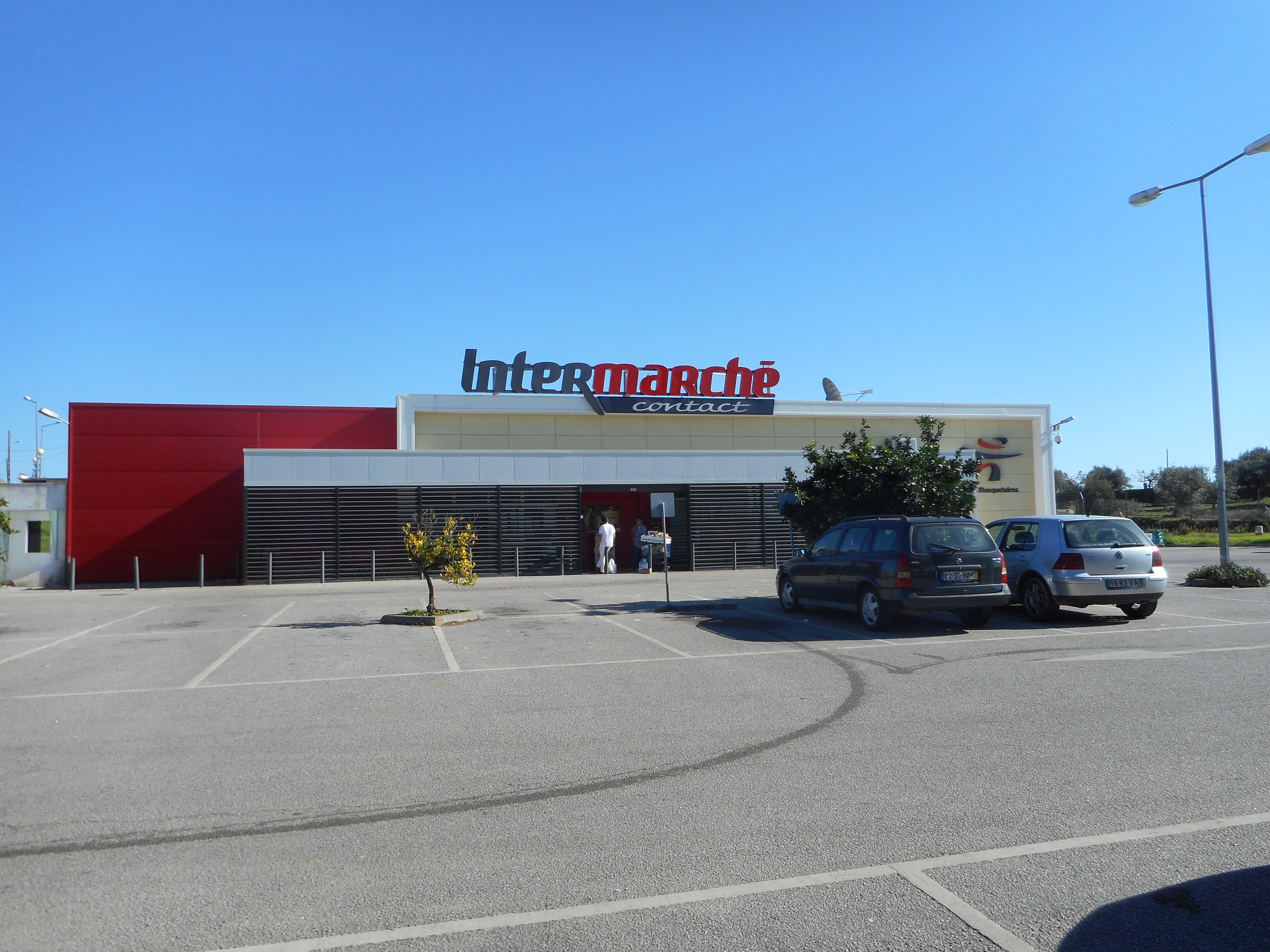
Intermarché Contact de Portel, au Portugal.

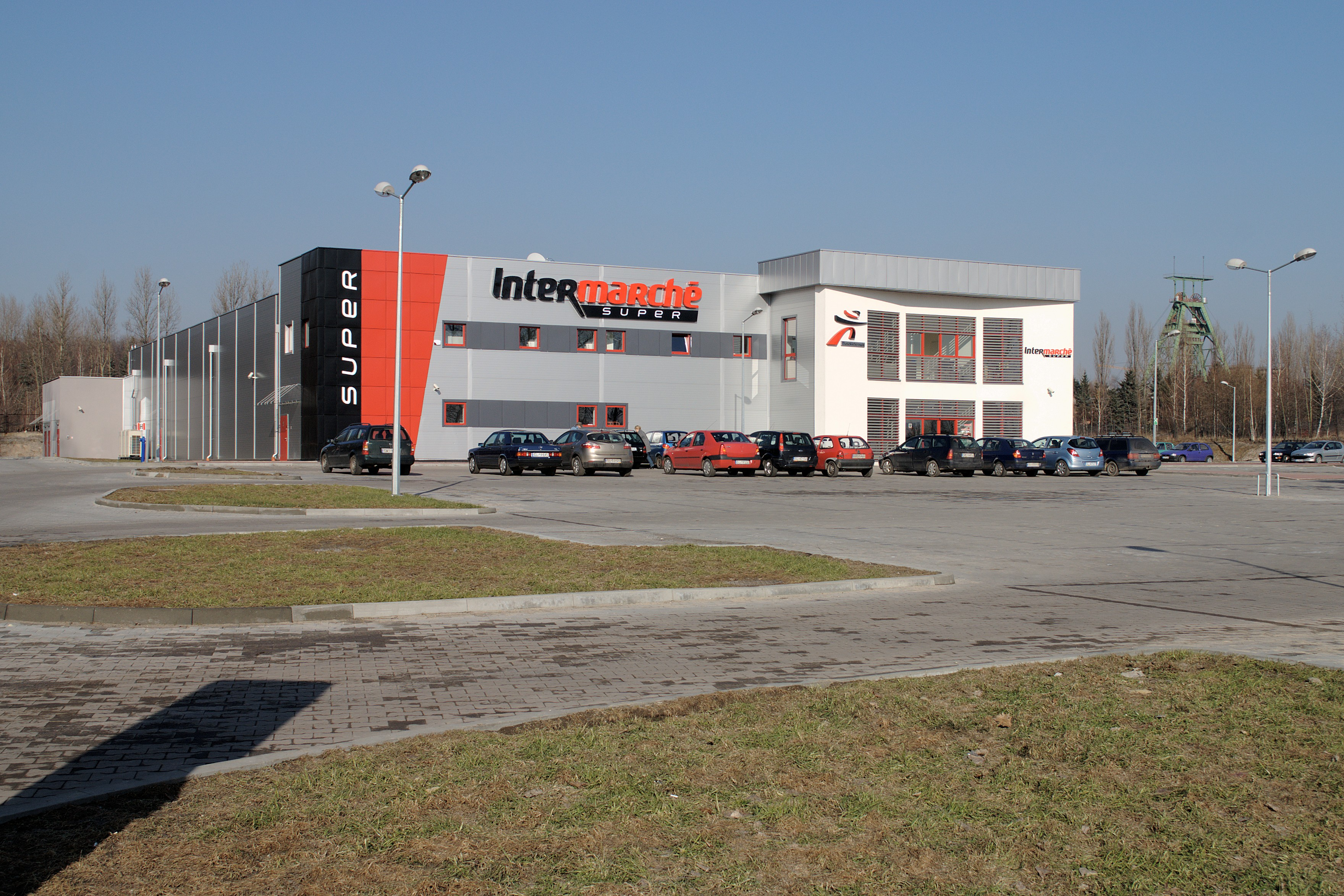
Intermarché Super de Ruda Ślaska, en Pologne.

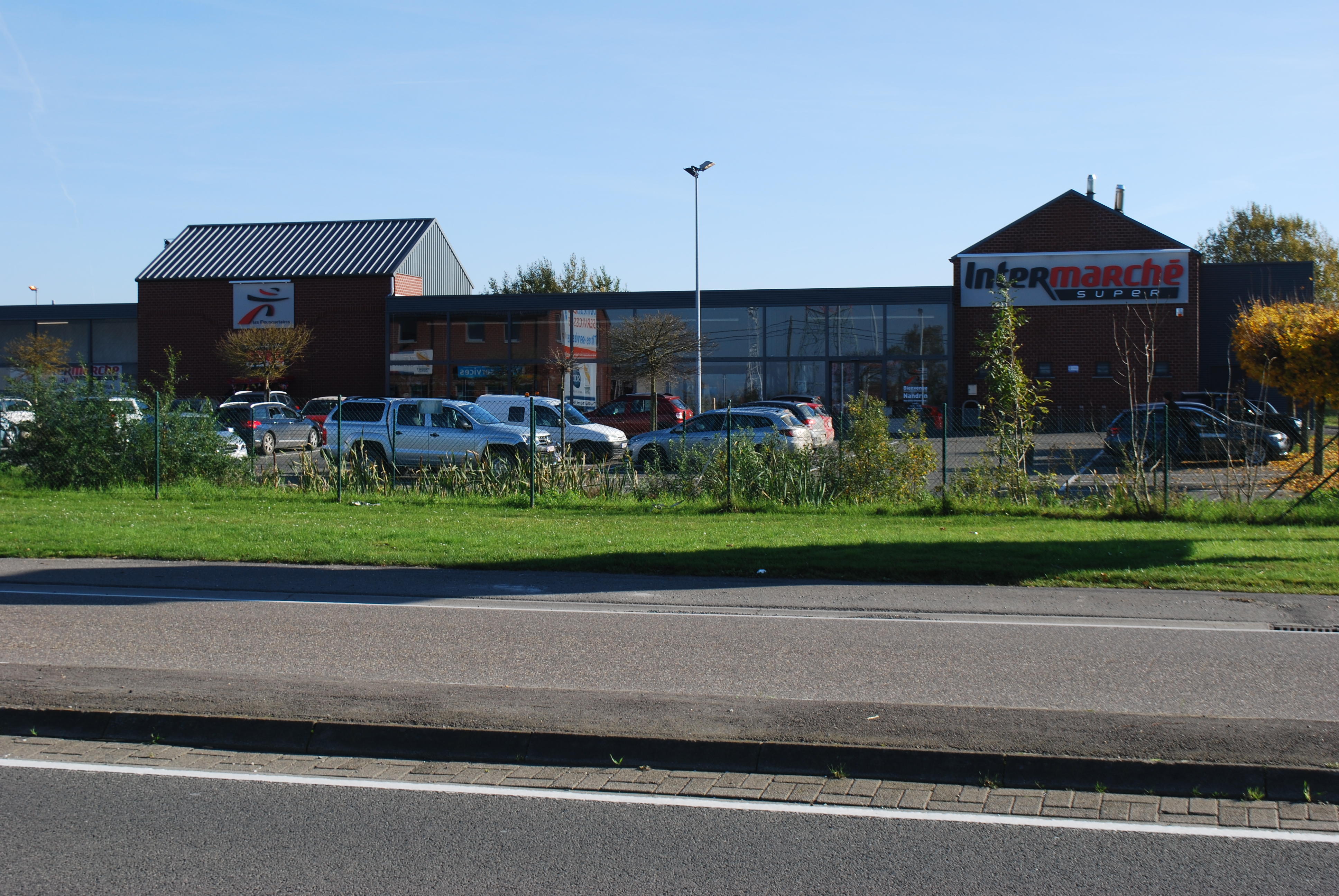
Intermarché de Nandrin, en Belgique.

### EX
L'origine d'Intermarché est liée à la collaboration entre son fondateur, l'entrepreneur breton Jean-Pierre Le Roch, et la coopérative de grande distribution E.Leclerc dont il était adhérent jusqu'à devenir le bras droit d'Édouard Leclerc. Bien que fructueuse, la relation entre Édouard Leclerc et Jean-Pierre Le Roch se dégradait à cause de divergences de points de vue grandissantes, Leclerc s'orientant vers une densification des supermarchés en hypermarchés tandis que Le Roch souhaitait ouvrir plus de supermarchés. Leur collaboration s'arrêtera le 15 septembre 1969, lorsque Jean-Pierre Le Roch démissionne de la coopérative, à la suite d'un énième désaccord, en entraînant, par ultimatum, plus de la moitié des adhérents d'alors, et formera une nouvelle coopérative nommée les EX - Office de Distribution (EX sous entendant les Ex-Leclerc) dont Le Roch sera nommé président,.

### Les débuts d'Intermarché
En 1973, Exxon s'implante en France par le biais des stations-service Esso, dépose la marque "Ex" pour éviter toute confusion et demande aux entreprises portant le préfixe "ex-" de le changer. La nécessité de changer de nom mène à la création d'Intermarché.
Désireux de s'affranchir des multinationales, en 1974, Intermarché innove en créant sa première usine agroalimentaire, la Société Alimentaire de Guidel (SAG), en Bretagne. Cette usine produit de la viande surgelée et Intermarché peut ainsi proposer ses propres produits de façon indépendante,. C'est ainsi que leur statut de "producteurs et commerçants" voit le jour en s'étoffant de nouvelles usines et de nouvelles marques de distributeurs.

### Offre multi-enseignes
L'enseigne lance une carte de fidélité le 12 juin 2002.
Le 9 juin 2009, le groupement Les Mousquetaires annonce l'extension du nom Intermarché à toutes leurs filiales alimentaires, hormis Netto. Désormais, l'enseigne est déclinée en fonction de la surface de vente, ainsi que de son emplacement, :
- Intermarché Hyper pour les plus grands magasins de plus de 3 200 m2 à 6 700 m2 ;
- Intermarché Super pour la plupart des magasins d' environ 2 000 m2 ;
- Intermarché Contact remplace les anciens Écomarché et les relais des Mousquetaires à la campagne et dans les lieux touristiques saisonniers. D'une superficie de 1 000 m2 environ, ils proposent une offre concentrée et complète.
- Intermarché Express pour les points de vente installés en centre-ville d'agglomérations, remplaçant certains Écomarché avec une superficie de 700 m2.

Le 8 octobre 2014, Intermarché et le groupe Casino annoncent un regroupement dans leurs achats sur les produits de grandes marques vendus en France. Cet accord met les deux groupes en tête des acheteurs en France avec une part de marché de 25.8 %.
En 2018, Intermarché se dote d'une place de marché dénommée Mirakl.
Le 26 mai 2023, Intermarché propose au groupe Casino le rachat de 180 magasins représentant un chiffre d'affaires de 1,6 milliard d'euros. En janvier 2024, c'est finalement 190 magasins Casino et Géant Casino qui sont rachetés par Intermarché et 98 par Auchan. En raison d'un lourd endettement, le groupe Casino va au fil des mois vendre tous ses supermarchés et hypermarchés. En juillet 2024, au total 294 points de vente sont passés de Casino à Intermarché, qui s'occupe progressivement de mettre ces magasins à son nom et à ses couleurs,.
En 2025, Intermarché achète 81 magasins Colruyt, une enseigne d'origine belge présente dans l'Est de la France depuis une trentaine d'années,.

## Implantation
En 2024, l'enseigne compte 4 120 points de vente dans 4 pays.

### France
Au 1re Janvier 2025, l'enseigne compte 2 066 points de vente, sous enseigne Intermarché Hyper (128), Super (1 424), Contact (294)  et Express (220).
L'enseigne compte également 1 969 Drive en France.

### Belgique
En 1991, le premier Intermarché belge est créé à Mouscron par monsieur et madame Debusschère.
En 2011, Intermarché comptait 79 magasins, tous en Wallonie.

Logo de Intermarché By Mestdagh

En 2022, le groupe Intermarché rachète le groupe Mestdagh, qui possède sous franchise 89 Carrefour Market et Carrefour Express en Wallonie et à Bruxelles. Ils passent sous l'enseigne Intermarché au 1er janvier 2023. Le nombre de points de vente Intermarché passe alors de 77 à 166 magasins.

### Portugal
En 2024, le groupe compte 265 magasins. Début 2025, le groupe vend la moitié de son patrimoine immobilier dans un contexte de gestion de sa dette.

### Pologne
En 2024, le groupe compte 183 magasins.

### Partenaire Intermarché

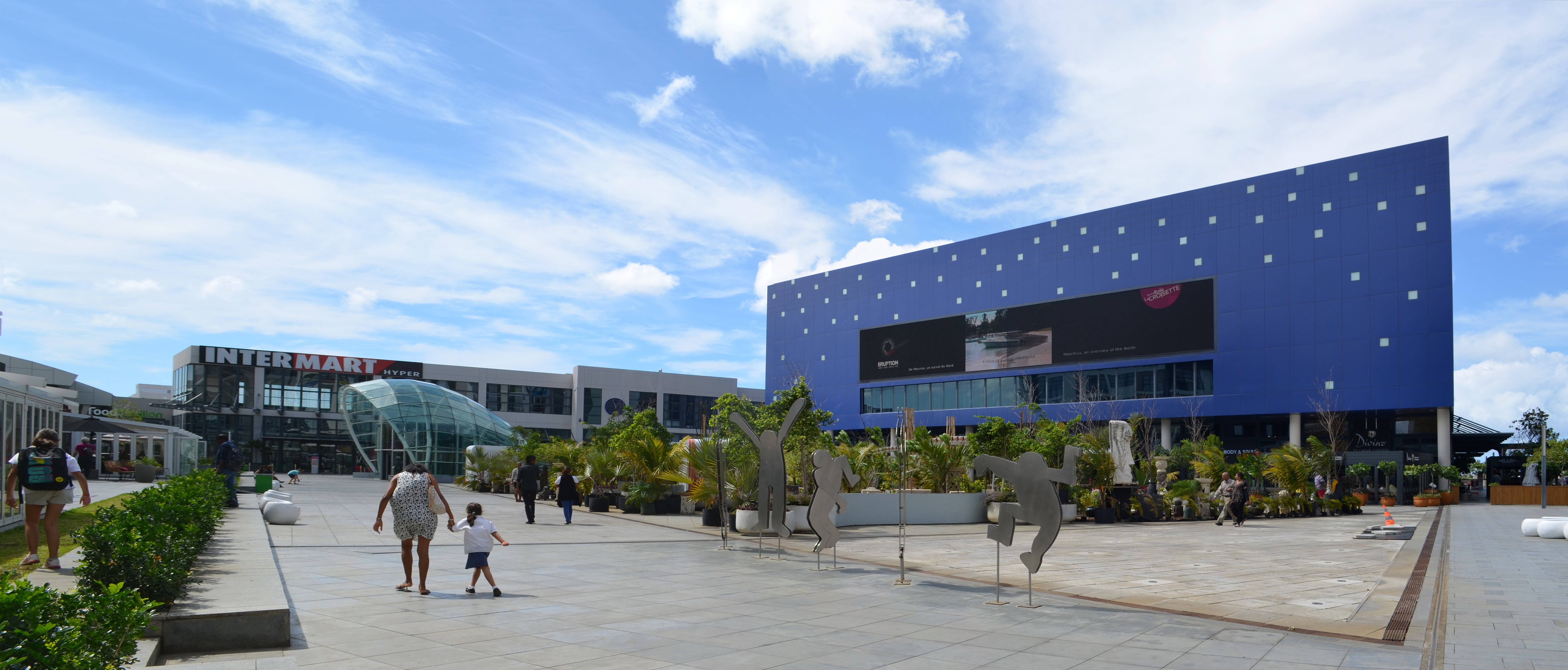
Intermart, Partenaire Intermarché à Grand Baie, Maurice.

En 2024, Partenaire Intermarché compte 60 magasins en France d'Outre-mer et dans 7 pays.

#### France d'Outre-mer
- Mayotte
- Ile de la Réunion ( Run Market et Intermark Partenaire Intermarché)
- Guadeloupe
- Martinique
- Guyane
- Nouvelle-Calédonie
- Tahiti
- Wallis et Futuna

#### Afrique
- Cameroun
- Congo-Brazzaville
- Gabon
- Maurice
- Madagascar

#### Asie
- Liban

#### Europe
- Géorgie

## Produits

### Top Budget
Top Budget est la marque premier prix d'Intermarché. Créée en février 2003 afin de proposer une alternative aux magasins discount, elle rassemble aujourd'hui une gamme plus de 450 produits alimentaires (pâtes, yaourts, petits-pois, farine, etc.) et non alimentaires.

### Marque «Sélection des Mousquetaires»
L'ensemble des Marques de distributeur (MDD) d'Intermarché est réunie sous un même nom, la Sélection des Mousquetaires. Ces marques proposent divers produits (alimentation, hygiène, électroménager, etc.). Pour des raisons de traçabilité et d'information, le nom du fabricant en clair est imprimé sur les MDD d'Intermarché (et non EMB suivi du numéro de l'usine d'emballage).

### Marques de distributeurs dans diverses gammes de produits
Intermarché propose plusieurs marques distributeurs couvrant diverses catégories de produits allant de la charcuterie aux produits bio en passant par les produits pour bébés.. Parmi celles-ci, on retrouve Monique Ranou pour la charcuterie, Pâturages pour les produits laitiers, Bio pour les produits bio, Top Budget pour les produits discounts, Volaé pour la volaille, Jean Rozé pour la boucherie, Paquito pour les jus de fruits et Pommette pour les produits bébé et des parents.

## Communication
Fin novembre 2020, Intermarché prolonge son contrat de sponsoring avec la Fédération Française de Football (FFF) jusqu'en juin 2028 pour un montant qui est estimé à 5 millions d'euros par saison.
Le 24 novembre 2020, Intermarché poursuit ses investissements dans le sport en présentant son nouveau contrat de partenariat avec la ligue de rugby professionnel (LNR). À partir du 27 décembre 2020, Intermarché devient le sponsor officiel du Top 14 et de la Pro D2 pour quatre saisons.
Sur l'année 2020, Intermarché est l'enseigne de supermarchés ayant gagné le plus de parts de marché en France. Le chiffre d'affaires a augmenté de 1,4 % atteignant 32,5 milliards d'euros.

### Identité visuelle (logo)

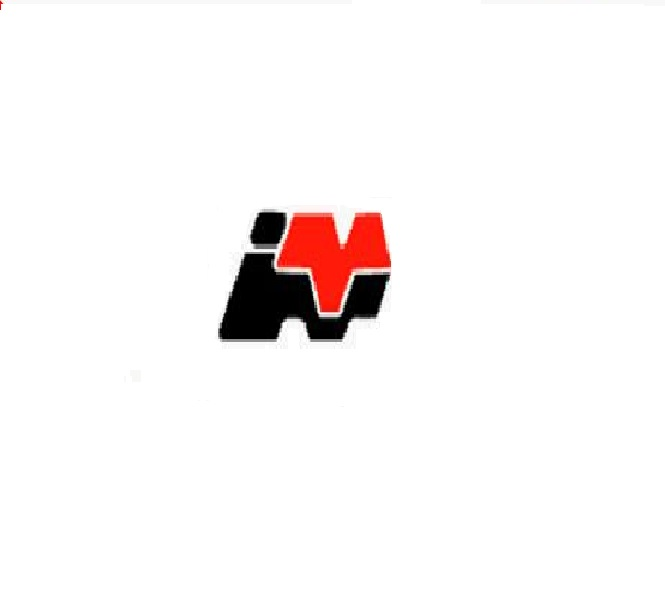
Logo d'Intermarché de 1973 à 1978
Logo d'Intermarché du 22 octobre 1991 au 24 septembre 2001
Logo d'Intermarché du 25 septembre 2001 au 23 avril 2009
Logo actuel d'Intermarché depuis le 23 avril 2009.
Logo des supermarchés (Intermarché Super).
Logo des hypermarchés/grands supermarchés (Intermarché Hyper).
Logo des petits supermarchés (Intermarché Contact).
Logo des magasins de proximité (Intermarché Express).

## Amendes et polémiques
Fin janvier 2018, une promotion de Nutella chez Intermarché a provoqué des émeutes.
Le 25 mars 2019, on apprend grâce au rapport annuel de la Direction Générale de la Concurrence, de la Consommation et de la Répression des Fraudes qu'Intermarché a payé une amende de 375 000 euros en juin 2018 pour avoir enfreint une règle interdisant la revente à perte. Intermarché avait en effet mis à la vente à des rabais très importants (70%) des produits comme Nutella, du café Carte Noire ou des couches Pampers,.
En juillet 2020, le groupe est condamné à une amende de 31,7 millions d'euros pour entente illicite par l'Autorité de la concurrence dans le cadre du « Cartel du jambon ». Sa filiale industrielle de charcuterie-salaisons « Les Salaisons celtiques » s'était entendue avec 11 autres entreprises pour fausser le jeu de la libre concurrence entre janvier 2011 et avril 2013, en pesant sur les prix proposés aux abatteurs de porc ou sur ceux des charcuteries proposés aux distributeurs, notamment pour les marques distributeurs ou pour la gamme de premiers prix.
Le 19 février 2021, le ministère de l'économie et des finances demande au tribunal de commerce de Paris qu'une amende de 150 millions d'euros soit appliqué à l'encontre du groupe Intermarché pour pratiques commerciales abusives à l'encontre de 93 de leurs fournisseurs. La demande de sanction repose sur une enquête de la DGCCRF menée pendant plus de deux ans sur plusieurs entreprises appartenant au groupe Intermarché. En février 2022, le ministère de l'économie annonce que le groupe écope d'une amende de 19,2 millions d'euros. Le 15 mars 2023, le groupe est condamné par la Cour d'appel de Paris à une amende de 4 millions d'euros pour "pratiques restrictives de concurrence".
En janvier 2024, le groupe Unilever assigne en justice Intermarché après des campagnes de publicité jugées dénigrantes. Il s'agit notamment de deux slogans concernant Knorr et leur hausse des prix (« Knorr, j'adorais » qui caricature le fameux « Knorr, j'adore ») ou encore les glaces Carte d'Or qui ont droit au slogan d'Intermarché : « ils n'y vont pas avec le dos de la cuillère »).